# برف پاک کن (انیمیشن)
برف پاک کن (انگلیسی: The Windshield Wiper) یک انیمیشن کوتاه اسپانیایی-آمریکایی است که در سال ۲۰۲۱ ساخته شده و توسط آلبرتو میلگو در کنار لئو سانچز کارگردانی و تولید شده است. این فیلم برنده جایزه اسکار بهترین پویانمایی کوتاه در نود و چهارمین دوره جوایز اسکار شد. این فیلم اولین نمایش خود را در جشنواره فیلم کن ۲۰۲۱ داشت.